# Piʻikea
Piʻikea je bila velika havajska plemkinja, princeza otoka Mauija i kraljica otoka Havaji (Veliki otok).
Njeni su roditelji bili kraljica La’ieloheloheikawai i kralj Piʻilani, koji je dao sagraditi hram.
Bila je sestra kraljeva Lona-a-Piilanija i Kihe-a-Piilanija.
Prema mitu, bila je potomak boga Kūa.
Kiha je otišao k svojoj sestri nakon očeve smrti. Piʻikea je bila žena kralja Havaja ʻUmija, koji je pomogao Kihi da dođe na tron Mauija.
Piʻikea i ʻUmi bili su roditelji sina Kumalaea i kćeri Aihākōkō.